# Paranyctimene tenax
Paranyctimene tenax là một loài động vật có vú trong họ Dơi quạ, bộ Dơi. Loài này được Bergmans mô tả năm 2001.